# 殺手歐陽盆栽
《殺手．歐陽盆栽》（英語：The Killer Who Never Kills），2011年上映香港及台灣合資製作電影，耗資新台幣6,000萬元製作（其中3,012,250港元由香港電影發展局透過《電影發展基金電影製作融資計劃》提供融資）。電影《殺手歐陽盆栽》乃改編自九把刀的殺手系列小說，是繼《九降風》後第二部由曾志偉擔任監製、影市堂製作的電影。其中一位導演尹志文是香港電影發展局「香港電影 New Action」計劃推介的香港新世代導演之一，較早前首次執導電影發展基金融資電影《戀人絮語》，《殺手・歐陽盆栽》是他的另一合導之作。
本片為蕭敬騰第一部飾演男主角的電影，而他以本片榮獲2012年第31屆香港電影金像獎最佳新人獎及第7届香港电影导演会年度大奖年度新晉演員（銅）。

## 演員陣容

### 主要角色
| 演員姓名        | 角色姓名 | 介紹 |
| 蕭敬騰          | 歐陽盆栽 | 喜愛種植盆栽、天性善良的殺手（唯一不殺人的「殺手」），冷面佛交給的任務沒有一個完成，企圖騙過小劉與冷面佛，為了救出娜娜、全叔、闕德等人闖入冷面佛的基地跟女保鏢們對戰，將冷面佛綁在摩天輪上用假炸彈嚇他，結局時坐在一片草地上，而小莉就坐在他身旁，後變換身分成蕭敬騰參加選秀節目踢館。 |
| 曾志偉          | 騙神     | 殺手，歐陽盆栽的師傅，最後在病房中假死，企圖騙過冷面佛，在歐陽陷入困境時出手救了歐陽 |
| 林辰唏          | 吳小莉   | 酒吧女郎，被冷面佛下令暗殺，歐陽盆栽第二個下手目標，之後在歐陽幫助之下改名為顧小琪在別處生活了三年；後來成為歐陽盆栽的女友，事情被揭穿後被冷面佛的女保鏢們重傷，直到結局時再度出現。                                                                                               |
| 周秀娜          | 娜娜     | 電腦駭客專長是竄改身份，是歐陽盆栽的師妹，之後變成了闕德的妻子以及旗下藝人 |
| 張國柱          | 全叔     | 人稱黑道醫生是一位屍體藝術家，歐陽盆栽的師叔，最後去當了廚師 |
| 馬念先          | 曾闕德   | 保險業務員，之後變成經紀人以及娜娜的丈夫，將娜娜、全叔以及冷面佛的女保鏢納入旗下當藝人 |
| 黃立成          | 冷佛     | 兇殘的黑道大哥，知道歐陽盆栽的事後想盡辦法找到與他有關的所有關係人，與歐陽盆栽展開廝殺大戰，最後被歐陽盆栽綁在摩天輪上，歐陽盆栽假裝用定時炸彈嚇他，但是他自己對定時炸彈射了一槍，沒想到搞得自己下半身灼傷                                                                     |
| 趙正平 （趙哥） | 小劉     | 冷面佛的貼身秘書（最大的手下），被冷面佛賜死，偷偷向冷面佛告知歐陽盆栽的辦事過程，因為帳目問題最後卻死在冷佛的槍下 |
| 林郁智 （納豆） | 張明賢   | 是一位宅在家的宅男（為了買車的事與女友吵架騎著摺疊腳踏車不慎A到冷面佛的車，冷面佛一氣之下砍下他一隻手臂），也是歐陽盆栽第一個下手目標 |
| 蔡淑臻          | 媽媽桑   | 是騙神的下手目標，在影片中跟騙神很要好，最後卻服毒自盡 |
| 鄧安寧          | 包彼得   | 包皮手術醫生，被冷面佛賜死，最後卻死於車禍 |

### 客串演員
- 范宗沛
- 張宇

## 電影歌曲
| 曲別   | 歌名           | 演唱者 | 作詞   | 作曲   |
| 主題曲 | 《好想對妳說》 | 蕭敬騰 | 蕭敬騰 | 蕭敬騰 |

## 幕後製作團簡介
- 制作人、監製： 曾志伟
- 出品人：張乃仁、曾寶儀
- 聯合出品人：廖鎮漢、黃心懋
- 原著： 九把刀
- 导演： 李丰博、尹志文
- 编剧： 陈鸿元、李竹君
- 摄影： 黄永恒
- 美術： 李宛寰
- 剪辑： 李栋全
- 髮型： 郭維荻

## 跟原作的不同點
- 沒有提到殺手專屬的小說「蟬堡」
- 原作最後與賭神的詭陣對決遭刪除，改成導演原創的圓滿結局，而歐陽盆栽並未自殺
- 冷佛在原作並無登場
- 新增角色，如：娜娜
- 有些角色被改名，如曾闕德（原作名為陳缺德），另外，也些沒有名字的角色有名字登場，如包彼得（原作只用包皮醫生作代稱）
- 包彼得最後死於車禍，而原作則是生還並在海外幫人割包皮
- 全叔在原作是啞巴，本作中變成歐陽盆栽的師叔
- 張明賢的翻車事故在原作並未提及

## 相關訊息
- 電影《殺手歐陽盆栽》影片訊息[7][8]

## 外部連結
- 【殺手歐陽盆栽】官方部落格 （页面存档备份，存于）
- 殺手歐陽盆栽的Facebook專頁
- now電影《殺手歐陽盆栽》專頁
- 殺手歐陽盆栽的Plurk專頁
- Yahoo奇摩電影上《殺手歐陽盆栽》的資料（繁體中文）
- MSN娛樂上《殺手歐陽盆栽》的資料（繁體中文）

- MSN娛樂上《殺手歐陽盆栽》的資料（繁體中文）

- 開眼電影網上《殺手歐陽盆栽》的資料（繁體中文）
- 豆瓣电影上《殺手歐陽盆栽》的資料 （简体中文）
- 时光网上《殺手歐陽盆栽》的資料（简体中文）
- AllMovie上《殺手歐陽盆栽》的资料（英文）
- 香港影庫上《殺手歐陽盆栽》的資料（繁體中文）
- 互联网电影数据库（IMDb）上《殺手歐陽盆栽》的资料（英文）